# SN 2007L
SN 2007L – supernowa typu II odkryta 18 stycznia 2007 roku w galaktyce UGC 466. W momencie odkrycia miała maksymalną jasność 16,80m.